# Air Control Wing
Air Control Wing, ACW, er en af Flyvevåbnets underenheder. ACW er ansvarlig for militær overvågning af al flytrafik, civil og militær, i dansk og tilstødende luftrum. Dette sker fra kontrolcentret, der befinder sig på Flyvestation Karup og er bemandet døgnet rundt.
Tre radarhoveder med store og langtrækkende radarer leverer data til kontrolcentret. Radarhovederne er placeret i Skagen, Skrydstrup (Sønderjylland) og Bornholm. Flere mindre radarer er med til at danne det komplette radarbillede.
ACW har tillige et mobilt kontrolcenter, som med et højt beredskab kan indsættes, hvor politikere og Forsvarets ledelse ønsker det. Denne enhed kan løse de samme opgaver som kontrolcentret på Flyvestation Karup. Enheden opererer fra mobile containere, og er udrustet med en langtrækkende radar af typen TPS-77 (produceret af Lockheed Martin), samt et antal kortrækkende radarer.
Fra 2005 til 2009 har ACW og forgængeren Kontrol og varslingstjenesten haft dele af enheden – en kortrækkende radar og teknisk personale – udsendt til den afghanske hovedstad Kabul, hvor de har medvirket til at højne flyvesikkerheden ved at levere data til kontroltårnet i Kabuls internationale lufthavn. Disse data har givet flyvelederne informationer om flytrafikken i området.
I Kastrup Lufthavn har ACW flyveledere og flyvelederassistenter, der sammen med den civile luftrumskontrol afvikler både den militære og civile flytrafik. 
Endelig har ACW sin egen uddannelsesenhed, som grund-, efter- og videreuddanner militære medarbejdere til ACW-specialer.